# Пезово
Пезово (мкд. Пезово) је насеље у Северној Македонији, у северном делу државе. Пезово припада општини Куманово.

## Географија
Пезово је смештено у северном делу Северне Македоније. Од најближег града, Куманова, село је удаљено 25 km југоисточно.
Насеље Пезово се налази у историјској области Средорек. Село је смештено на северозападним падинама планине Манговице, на приближно 620 метара надморске висине. Западно од насеља пружа се поље.
Месна клима је континентална.

## Становништво
Пезово је према последњем попису из 2002. године имало 53 становника.
Већинско становништво у насељу су етнички Македонци (100%).
Претежна вероисповест месног становништва је православље.